# سيسيليا موليناري
سيسيليا موليناري (بالإنجليزية: Cecilia Molinari)‏ (مواليد 22 نوفمبر 1949)، هي عداءة إيطالية سابقة ولدت في بورجو فال دي تارو.

## وصلات خارجية
- سيسيليا موليناري على موقع اللجنة الأولمبية الدولية (الإنجليزية)
- سيسيليا موليناري على موقع أوليمبيديا (الإنجليزية)